# Stephen Palfrey Webb
Stephen Palfrey Webb (Salem, 20 marzo 1804 – Salem, 29 settembre 1879) è stato un politico statunitense, 6° sindaco di San Francisco, 3° e 12° sindaco di Salem.